# Айдгаузен
Айдгаузен (нім. Aidhausen) — громада в Німеччині, розташована в землі Баварія. Підпорядковується адміністративному округу Нижня Франконія. Входить до складу району Гасберге. Складова частина об'єднання громад Гофгайм-ін-Унтерфранкен.
Площа — 37,30 км2. Населення становить 1671 ос. (станом на 31 грудня 2020).